# الجزيرات السبع
الجُزيرات السبع أو جزيرة ثور أحمد جربي (بالإنجليزية: the seven Islets)‏ هي جُزيرات (جزر صغيرة) تقع في البحر الأبيض المتوسط شمال غرب مدينة عين زويت بولاية سكيكدة الواقعة شمال شرق الجزائر، تبلغ مساحت الأرخبيل مجتمعاً قرابة 3 هكتار. أربعة من الجزر السبع يغطيها غطاء نباتي خفيف والبقية عبارة عن صخور بحرية جرداء.